# Xã Buffalo, Quận Cass, Bắc Dakota
Xã Buffalo (tiếng Anh: Buffalo Township) là một xã thuộc quận Cass, tiểu bang Bắc Dakota, Hoa Kỳ. Năm 2010, dân số của xã này là 82 người.